# Adjunktionsraum
Der Adjunktionsraum (auch Verklebungsraum) ist in der Topologie ein Quotientenraum, der durch das Verkleben zweier topologischer Räume entsteht.

## Definition
Seien {\displaystyle X} und {\displaystyle Y} zwei topologische Räume. Weiter sei {\displaystyle A\subseteq Y} ein abgeschlossener Unterraum und {\displaystyle f\colon A\to X} eine stetige Abbildung. Nun definieren wir auf der disjunkten Vereinigung {\displaystyle X\sqcup Y} eine Äquivalenzrelation {\displaystyle \sim } durch
{\displaystyle a\sim f(a),\;\forall a\in A,}
der daraus resultierende Quotientenraum
{\displaystyle X\cup _{f}Y:=(X\sqcup Y)/\sim }
nennt man Adjunktionsraum. Die Funktion {\displaystyle f} nennt man anhängende oder anklebende Funktion. Man sagt, dass man {\displaystyle Y} an {\displaystyle X} entlang {\displaystyle f} anklebt (resp. anhängt).

### Erläuterungen
- Die Äquivalenzrelation sagt, dass man ein {\displaystyle x\in X} mit allen Punkten {\displaystyle f^{-1}(x)\subseteq A} identifiziert (falls welche getroffen werden).
- Falls {\displaystyle A=\emptyset }, dann ist {\displaystyle X\cup _{f}Y=X\sqcup Y}.

## Beispiele
- Sei {\displaystyle x_{0}\in X} und {\displaystyle y_{0}\in Y}. Wir werden beide Mengen nun an diesen Punkten verkleben, das heißt sei {\displaystyle A=\{y_{0}\}\subseteq Y} und {\displaystyle f\colon A\to X,\;f(y_{0})=x_{0}}, dann haben wir {\displaystyle y_{0}\sim x_{0}}. Der Adjunktionsraum {\displaystyle X\cup _{f}Y} ist das Wedge-Produkt {\displaystyle X\vee Y}.
- Sei {\displaystyle f:S^{1}\to S^{1},\;x\to x^{2}}, dann haben wir {\displaystyle x\sim -x,\forall x\in S_{1}} und {\displaystyle D^{2}\cup _{f}S^{1}} ist die reelle projektive Gerade {\displaystyle \mathbb {R} P^{2}}.
- Sei {\displaystyle X=D^{2}} und {\displaystyle Y=D^{2}}. Sei {\displaystyle A=\partial Y} und {\displaystyle f(x)=x}, dann ist {\displaystyle X\cup _{f}Y} gerade die {\displaystyle 2}-Sphäre {\displaystyle S^{2}}.
- Seien {\displaystyle M} und {\displaystyle N} zwei nicht-leere {\displaystyle n}-Mannigfaltigkeiten mit Rand und {\displaystyle f:\partial N\to \partial M} ein Homöomorphismus zwischen den Rändern. Dann ist der Adjunktionsraum {\displaystyle M\cup _{f}N} entstanden durch das Ankleben von {\displaystyle N} an {\displaystyle M} entlang ihrer Ränder.
- Sei {\displaystyle X=[0,1]\times [0,1]} das Einheitsquadrat. Verklebe nun die Seiten {\displaystyle A=\{0\}\times [0,1]} und {\displaystyle B=\{1\}\times [0,1]} durch die Äquivalenzrelation {\displaystyle (0,s)\sim (1,s),\;\forall s\in [0,1]}. Dann ist der Adjunktionsraum der Zylinder {\displaystyle S^{1}\times [0,1]}.

## Eigenschaften der Quotientenabbildung
Sei {\displaystyle X\cup _{f}Y} ein Adjunktionsraum und {\displaystyle q\colon X\sqcup Y\to X\cup _{f}Y} die Quotientenabbildung.
1. Dann ist die Restriktion von {\displaystyle q|_{X}} eine topologische Einbettung und {\displaystyle q(X)} ein abgeschlossener Unterraum von {\displaystyle X\cup _{f}Y}.
2. Dann ist die Restriktion von {\displaystyle q|_{Y\setminus A}} eine topologische Einbettung und {\displaystyle q(Y\setminus A)} ein offener Unterraum von {\displaystyle X\cup _{f}Y}.
3. {\displaystyle X\cup _{f}Y=q(X)\sqcup q(Y\setminus A)}.[1]

## Mannigfaltigkeiten verkleben
Seien {\displaystyle M} und {\displaystyle N} zwei nicht-leere {\displaystyle n}-Mannigfaltigkeiten mit Rand und {\displaystyle f:\partial N\to \partial M} ein Homöomorphismus zwischen den Rändern. Dann ist der Adjunktionsraum {\displaystyle M\cup _{f}N} eine {\displaystyle n}-Mannigfaltigkeiten ohne Rand. Weiter existieren zwei topologische Einbettungen {\displaystyle e\colon M\to M\cup _{f}N} und {\displaystyle h\colon N\to M\cup _{f}N}, deren Bilder abgeschlossene Teilmengen von {\displaystyle M\cup _{f}N} sind und für die gilt
- {\displaystyle e(M)\cup h(N)=M\cup _{f}N},
- {\displaystyle e(M)\cap h(N)=e(\partial M)=h(\partial N)}.[2]